# Tapia de Casariego
Tapia de Casariego is een gemeente in de Spaanse provincie en regio Asturië met een oppervlakte van 65,99 km². Tapia de Casariego telt 3.877 inwoners (1 januari 2016).

## Demografische ontwikkeling
Bron: INE, 1877-2011: volkstellingen
Opm.: Tot 1877 behoorde Tapia de Casariego tot de gemeente Castropol